# Protaetia montana
Protaetia montana är en skalbaggsart som beskrevs av Nonfried 1891. Protaetia montana ingår i släktet Protaetia och familjen Cetoniidae. Inga underarter finns listade i Catalogue of Life.